# Deindividualizáció
A deindividualizáció (vagy deindividuáció) a szociálpszichológiában használt fogalom. Lényege az egyéniség elvesztése. Azt a jelenséget nevezi meg, amikor az egyén a tömeg vagy csoport részévé válik.

„Az online közegbe lépve az »én« szabadságérzete felfokozódik. A felfokozott szabadságérzet következményei destruktív hatásokkal is járnak. Az »én« a mindennapi életben sincs biztonságban. A tömeg jól ismert hatása, hogy az emberek tömegbe kerülve elveszítik az ellenőrzést cselekedeteik felett, a tetteikért viselt felelősségérzetük megszűnik, »én«-jük visszatér a káoszba, ahonnan vétetett. A kocsis elveszti hatalmát a lovak felett, melyek közül a nem nemes, vad, rugdalódzó ló ragadja magával a fogatot. A káoszból a nagy kollektív identitások aktiválására alkalmas kategóriák képezhetik a kiutat.
A kontrollálatlan, féküket veszített érzések a tömegben polarizáltan jelennek meg. Az agresszivitás és az áhítatos rajongás egyaránt áthathatja a tömegbe került embereket, akiket az átélt élmény mindkét esetben visszahajt a nyelv előtti gyermekkori világba.
A kibertéri jelenlét magában hordozza a deindividuáció lehetőségét, hiszen a kibertérbe lépve az »én« sokszor hátrahagyja nevét, s névtelenül, azonosítatlanul lép be a kibertérbe, »én«-je másik, azonosított fele »kint« marad. Ez a kettős pozíció az integrálatlan személyiségeknek kedvez, aktivitásra, agresszivitásra, rejtőzésre indítva őket.
A »nem ismersz engem« pozíció leskelődésre, provokációra, kéretlen beavatkozásra hajtja az »én«-t, akit egyidejűleg áthat a »nem látsz engem« pozíció biztonsága. Az ismeretlenség és a láthatatlanság együttese ráadásul mindenkire áll, akik a kibertérben jelen vannak és kommunikálnak. Az integrálatlan »én« felszabadulásának jellemző iránya ebben a helyzetben az agresszivitás, mely a kibertérben való társas szereplés szüntelen, megállíthatatlan velejárója.”

## A csoportkohézió hátrányai
A túl erős csoportkohéziónak az  előnyei mellett többféle hátránya lehet. Ezek közé tartozik a deindividualizáció is, amelynek következtében csökken a
csoporttag felelősségérzete. Ez negatívan hat az egyén motivációjára és a teljesítményére. Mindez a csoportteljesítmény romlásához vezet.